# Henok Mulubrhan
Henok Mulubrhan (* 11. listopadu 1999) je eritrejský profesionální silniční cyklista jezdící za UCI WorldTeam Astana Qazaqstan Team.

## Hlavní výsledky
2018
Národní šampionát
 vítěz silničního závodu do 23 let
4. místo silniční závod
Tour de l'Espoir
 vítěz vrchařské soutěže
vítěz 4. etapy
Africa Cup
 vítěz týmové časovky
4. místo časovka
6. místo silniční závod
Mistrovství Afriky
 2. místo silniční závod do 23 let
7. místo silniční závod
2019
Mistrovství Afriky
 vítěz silničního závodu do 23 let
5. místo silniční závod
2. místo Tour de Berne
La Tropicale Amissa Bongo
10. místo celkově
2020
La Tropicale Amissa Bongo
5. místo celkově
7. místo Trofeo Città di San Vendemiano
Tour du Rwanda
9. místo celkově
2021
2. místo Giro del Medio Brenta
6. místo Giro dell'Appennino
Giro della Valle d'Aosta
7. místo celkově
9. místo Trofeo Piva
9. místo Giro del Belvedere
2022
Mistrovství Afriky
 vítěz silničního závodu
 vítěz týmové časovky
 2. místo časovka
Tour du Rwanda
5. místo celkově
Tour of Antalya
6. místo celkově
2023
Mistrovství Afriky
 vítěz silničního závodu
 2. místo týmová časovka
 3. místo časovka
Kolem jezera Čching-chaj
 celkový vítěz
 vítěz bodovací soutěže
vítěz 7. etapy
Tour du Rwanda
 celkový vítěz
vítěz etap 3 a 8
Národní šampionát
3. místo silniční závod
3. místo Giro dell'Appennino
Giro d'Italia
 cena bojovnosti po 7. etapě

### Výsledky na Grand Tours
| Grand Tour      | 2023 | 2024 |
| --------------- | ---- | ---- |
| Giro d'Italia   | 87   | 47   |
| Tour de France  | —    |      |
| Vuelta a España | —    |      |

| —   | Nezúčastnil se |
| DNF | Nedokončil     |